# Идиом
 Тази статия е за фразеологичния идиом.  За социолингвистичния идиом вижте идиом (социолингвистика).  
Идиомът е вид устойчиво словосъчетание, чието цялостно значение е изградено от значенията на съставящите го думи.
Идиомите са свойствени за всеки език и не могат да се превеждат буквално на други езици.
Характерна за идиомите е специфичната им устойчивост на определено езиково ниво. Замяната на някоя дума от словосъчетанието с друга, дори и синонимна, промяната в словореда в рамките на идиоматичния израз, дори промяната на граматичната форма на някоя от съставящите идиома единици, може да разруши идиоматичното значение на израза.
Честата употреба на идиоми обикновено се счита за характерно за разговорната реч и жаргона, но много от идиомите се появяват, утвърждават и съхраняват в художествената литература или са средство за въздействие в публицистичния стил. Прекомерната им употреба може да ги превърне в клишета. Някои пословици и поговорки също могат да се употребяват като идиоми.
Познаването и уместното използване на идиоми е белег за добро владеене на даден чужд език, затова те са обект на особен интерес в чуждоезиковото обучение.
Съществуват специализирани речници с идиоматични конструкции.

## Примери от България
| Идиом                  | Значение                       |
| От трън, та на глог.   | От лошо на по-лошо.            |
| От игла до конец.      | От началото до края.           |
| Ни в клин, ни в ръкав. | Неуместно.                     |
| Тегля каиша.           | Трудно ми е.                   |
| От дъжд на вятър.      | Рядко.                         |
| От кол и въже.         | Всякакви (в негативен смисъл). |
| След дъжд качулка.     | Твърде късно.                  |

## Примери по света
Примери за идиоми по света:
| Оригинал                             | Буквален превод                                     | Смисъл |
| Pūst pīlītes                         | Да взриви малко патици.                             | Да се говорят глупости или лъжи. Когата някой очевидно лъже, хърватите казват, че той „хвърля крем в очите им“.   |
| Ej bekot                             | Иди да береш гъби.                                  | Махай се, остави ме на мира.                                                                                      |
| Avaler des couleuvres                | Преглъща тревни змии.                               | Някой да е толкова обиден, че да не е в състояние да отговори.                                                    |
| Sauter du coq à l’âne                | Да скочи от петела на магарето.                     | Да се сменя нелогично темата на разговора.                                                                        |
| Se regarder en chiens de faïence     | Споглеждат се като глинени кучета.                  | Да се споглеждат студено, с недоверие.                                                                            |
| Les carottes sont cuites!            | Морковите са сварени!                               | Ситуацията не може да се промени. Сходно с „Няма смисъл да се плаче над разлятото мляко“ от английски.            |
| Галопом по Европам                   | Галопирам из Европа.                                | Да се направи нещо набързо, случайно.                                                                             |
| На воре и шапка горит                | На крадеца му гори шапката.                         | Неспокойната му съвест го издава.                                                                                 |
| Хоть кол на голове теши              | Може да изострите с брадва горната част на главата. | Той е много упорит човек.                                                                                         |
| Quem não tem cão caça com gato       | Който не притежава куче, ловува с котка.            | Можеш да извлечеш максимума от това, с което разполагаш. Сходен идиом с българския „Като няма риба и рака е риба“ |
| Empurrar com a barriga               | Да натиснеш нещо с корема си                        | Да не отлагаш скучната работа                                                                                     |
| Pagar o pato                         | Да платиш на патица.                                | Да поемеш вина за нещо, което не си направил.                                                                     |
| Słoń nastąpił ci na ucho?            | Слон ли е стъпил на ухото ти?                       | Нямаш музикален слух.                                                                                             |
| 猫をかぶる                           | Да си сложиш котка на главата.                      | Да се преструваш на добър и безвреден човек, а да криеш „ноктите си“.                                             |
| 猫の手も借りたい                     | Да се заемат лапи на котка.                         | Толкова си зает, че си готов да приемеш помощ от всеки.                                                           |
| 猫の額                               | Чело на котка.                                      | Много малко пространство. Може да го използвате, когато говорите смирено за земята, която притежавате.            |
| 猫舌                                 | Език на котка.                                      | За човек, който не понася твърде горещи храни и напитки.                                                          |
| Сенің арқаңда күн көріп жүрмін       | Виждам слънцето на гърба ти.                        | Благодаря Ви! Жив съм, благодарение на Вашата помощ.                                                              |
| Doće maca na vratanca                | Коте-котенце ще дойде на вратата.                   | Каквото повикало – такова се обадило.                                                                             |
| Da vidimo čija majka crnu vunu prede | Да видим чия майка ще преде черна вълна.            | Да си черната овца в семейството.                                                                                 |
| தலை முழுகுதல்                             | Изливам вода върху главата ти.                      | Да се приключи една връзка.                                                                                       |
| தண்ணீர் காட்டுதல்                           | Показвам ти вода.                                   | Враг съм ти. |
| Iets met de Franse slag doen         | Правейки нещо с френски камшичен удар.              | Правя нещо набързо.                                                                                               |
| Iets voor een appel en een ei kopen  | Купувам го за една ябълка и едно яйце.              | Купих го много евтино.                                                                                            |